# Marcillé-Raoul
Marcillé-Raoul är en kommun i departementet Ille-et-Vilaine i regionen Bretagne i nordvästra Frankrike. Kommunen ligger i kantonen Antrain som tillhör arrondissementet Fougères-Vitré. År 2022 hade Marcillé-Raoul 737 invånare.

## Befolkningsutveckling
Antalet invånare i kommunen Marcillé-Raoul
Referens:INSEE